# Mazaricos
Mazaricos è un comune spagnolo di 4 533 abitanti situato nella comunità autonoma della Galizia. Il suo territorio è attraversato dal fiume Tambre.